# Gare de Kensington Olympia
La gare de Kensington Olympia (en anglais : Kensington Olympia station), est une gare ferroviaire établie sur la West London line (en), en zone 2 de la Travelcard (carte de transport à Londres). Elle  est située à West Kensington dans le borough londonien de Hammersmith et Fulham sur le territoire du Grand Londres.
Elle est en correspondance avec la station Kensington Olympia de la ligne District du métro de Londres.